# Kelenföld vasútállomás
Kelenföld vasútállomás (korábban Újbuda, 2010 előtt és 2019 óta hivatalosan Budapest-Kelenföld) a Déli, a Keleti és a Nyugati pályaudvar mellett Budapest négy legforgalmasabb vasútállomása közé tartozik. Budapest XI. kerületében, Kelenföld és Őrmező között húzódik. A főváros helyi közösségi közlekedésébe több villamos- és autóbuszjárat köti be, amelyek megállói – sok esetben végállomásai – az állomás keleti oldalán az Etele téren, a nyugati oldalon pedig az őrmezői intermodális csomópontban találhatók. A 2014. március 28-án átadott M4-es metróvonal a budapesti metróhálózatba biztosít kapcsolatot. A metró állomása közvetlenül a vasúti csomópont alatt, merőlegesen helyezkedik el. 1999-ben a Kosztolányi Dezső térről az Etele térre költözött a Volán autóbusz-állomás, ahonnan a Dél-Buda környéki agglomerációba indulnak elővárosi, helyközi buszjáratok. Az állomás romos épülete előtt elhelyezkedő Etele tér a jelenlegi formájában 1998-ban épült ki.
A környék további rendezésére, illetve a vasútállomás korszerűsítésére a tervek elkészültek. Az állomásépület 1995-ben fővárosi, 2011-ben műemléki védettséget kapott.

## Története

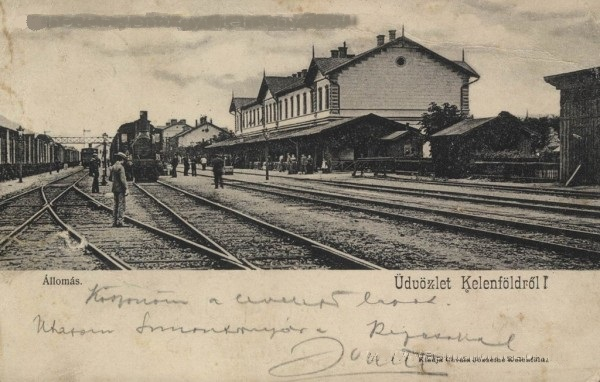
A pályaudvar a 20. század elején

A 19. században, az egykor a Déli Vasút tulajdonában lévő Buda állomás (a jelenlegi Déli pályaudvar) 1861-ben nyílt meg. Buda állomás az akkor igen jelentős Buda-Kanizsa vonal végállomása volt. A vasút áthaladt az akkor még Újbudának nevezett mai Kelenföldön.
Kelenföld vasútállomás az Összekötő vasúti híd és a Ferencváros rendező-pályaudvar építésével egyidejűleg épült ki. Az állomásépület 1884-ben, historizáló stílusban épült. Itt kapcsolódik a Déli Vasút a bal parti körvasút segítségével a többi vasút pályájához. Kelenföld vasútállomás mai épülete kezdetektől a Magyar Királyi Államvasutak tulajdonában volt. Maga az utasfelvételi épület (indóház) már megépítésekor csaknem kétszeres alapterületű az I. o. MÁV típus-állomások méretéhez képest. Az állomás a Budapest–Pécsi Vasút (1882) és az Kelenföld–Újszőny vasútvonal (1884) csatlakozásának kialakításával (mozdonyszín, szénraktár, vízállomás, laküépületek) bővül.
Az első világháború után Kelenföld állomás fejlesztése is szükségessé vált. Korlátlan forgalmú, nagy kapacitású pályaudvar létesítését tervezték, két szigetperonnal, terjedelmes raktárakkal, rakodókkal és tömegáru rakhelyekkel. A tervezett bővítések helyigénye biztosított volt. Első lépésként 1926-ban egy fedett tejrakodó és gyorsáruraktár épült. A következő lépésben új felvételi épület és a teherforgalmú vágányok szaporítása is kezdetét vette.
(A Déli pályaudvar a második világháború alatti bombázások során teljesen elpusztult, a befutó vasútvonalak tönkrementek. 1958-ban megépült a második vágány Kelenföldig. A hatvanas évekig ideiglenes létesítmények szolgálták ki az utasokat. Ebben az időben merült fel funkcionális bázisának Kelenföldre való áttelepítése, de ez sosem valósult meg. Végül 1962-ban nekiláttak a Déli pályaudvar rendezésének, a munkákkal 1975 után készültek el.)
A felvételi épület előtt 1977-re elkészült az első kettő széles peron szilárd burkolata. 1978-ban kezdődtek a nagyobb szabású átépítési munkálatok. A cél a kapacitásbővítés és a jellemző két irány forgalmának elkülönítése volt. A Déli pályaudvar és a Kelenföldi pályaudvar közötti szakaszon 1958 óta kétvágányú vasúti pálya fölé 1980-ban húzták ki a felsővezetéket. A villamos üzemű vontatást 1981 januárjában vezették be. 1983-ban a vágányhálózat felújítása során Domino 70-es típusú biztosítóberendezést kapott a terminál, amelyet az őrmezei toronyból irányítanak. Ekkor három darab széles peron épült, felettük tetőkkel. 1985-ben készült el a pályaudvar első, szűkebb gyalogos aluljárója, ami 213 méter hosszan köti össze az Etele teret Őrmezővel. 1983-ban Dunaújvárosig, 1987-ben Székesfehérvárig villamosították a vasúti pályát. A végponti elágazás nyomvonalának korrekcióját követően 1988-ra készült el az Egérút első szakasza a két közúti aluljáróval, az Olajbogyó utca és Péterhegyi út között.
A vasútállomás fennállásának 125. évfordulóján, 2007-ben teljes műemléki védelmet kapott, neve Budapest–Kelenföld helyett Kelenföldre módosult. 2008 decemberében a MÁV engedély nélkül lebontotta az állomás közelében állt, ideiglenes műemlékvédelem alá helyezett vasúti lakóházat.
A 2014-ben átadott M4-es metróvonal építési munkálataival kapcsolatosan a személyforgalmat bonyolító vágányokat is kissé átszervezték, és régiek felújítása mellett új peronokat alakítottak ki. Az 1-2 vágányok peronja újonnan készült el, az állomásépülettől délre eltolva. A metró állomása fölött elhelyezett második, tágasabb és mélyebb gyalogos aluljáró építése során – ideiglenes jelleggel – kialakítottak egy peront a korábbi C peron (14-15 vágányok) átmeneti pótlására, majd később a 8-as és 9-es vágányok megszüntetésével jött létre az új, 7-10 vágányok peronja. Az új peronokat csak az új aluljáróból lehet közvetlenül elérni, a régiből nem. Az új aluljáróban BKK ügyfélszolgálat, szolgáltatóegységek (pékség, pénzváltó), biciklitárolók és jegyárusító automaták (MÁV és BKK) kaptak helyet. Teljes mértékben akadálymentesített, a mozgólépcsős kapcsolat mellett minden személyforgalmi szint elérhető liftekkel is. Különböző pontjain jól látható helyeken vasúti és BKK utastájékoztató monitorokat szereltek fel.
2019 októberében a romos állomásépület bezárták, a jegypénztárak az aluljáróba költöztek. A tervek szerint a felújítása után nem állomásként, hanem a Közlekedési Múzeum egyik egységeként nyitnák újra.
Képek a föld alatti állomásról:

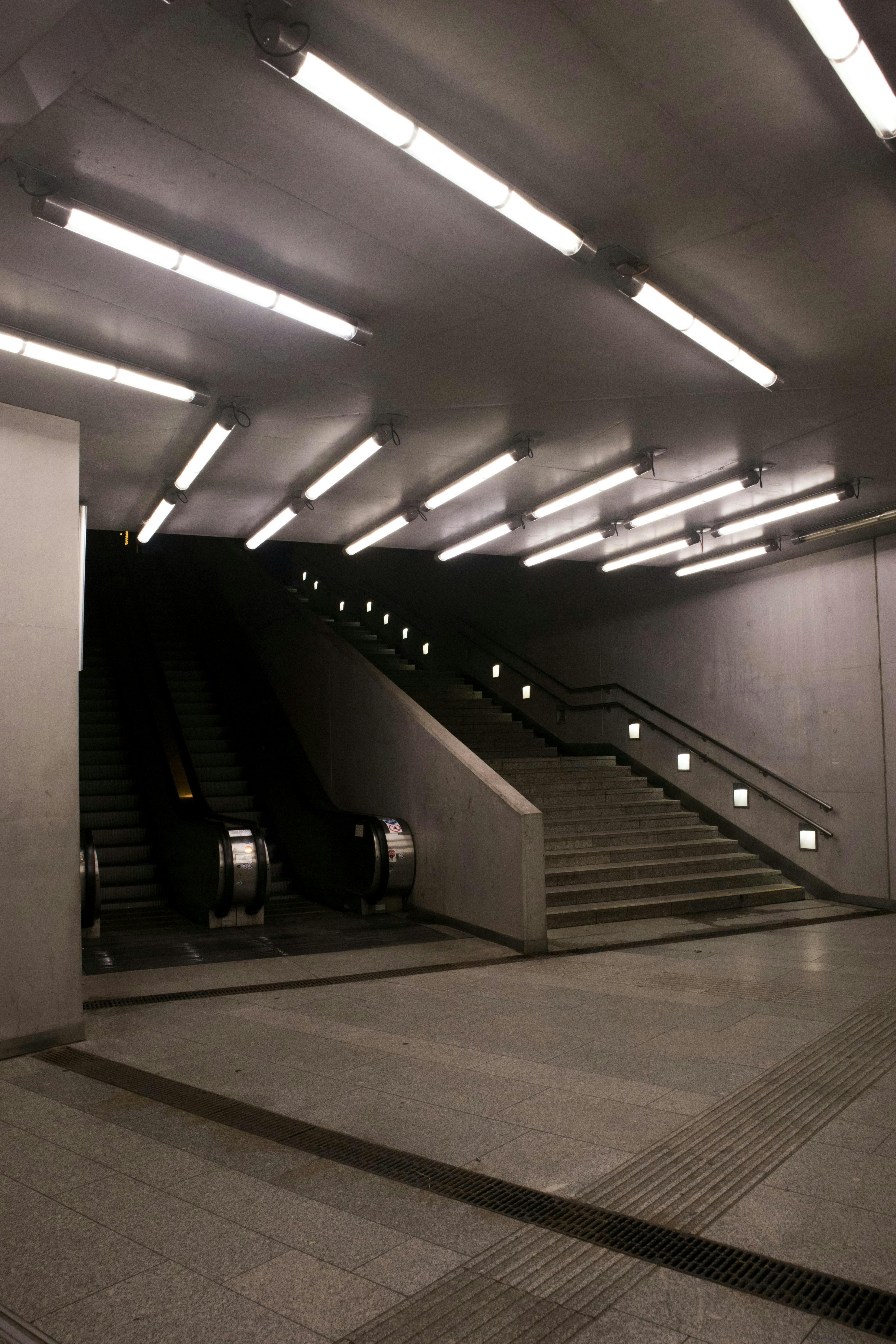
Kelenföld vasútállomás aluljáró
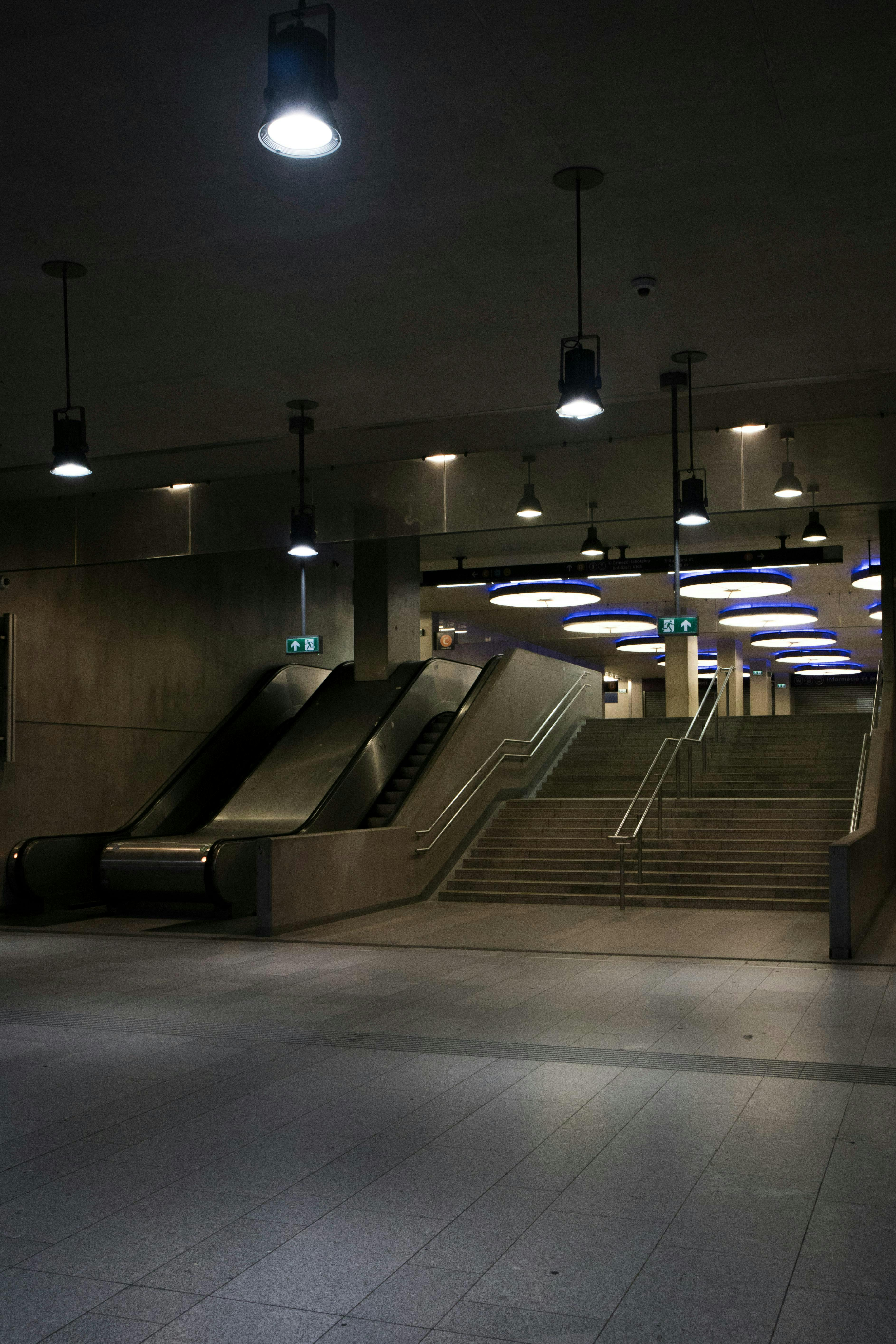
Kelenföld vasútállomás aluljáró
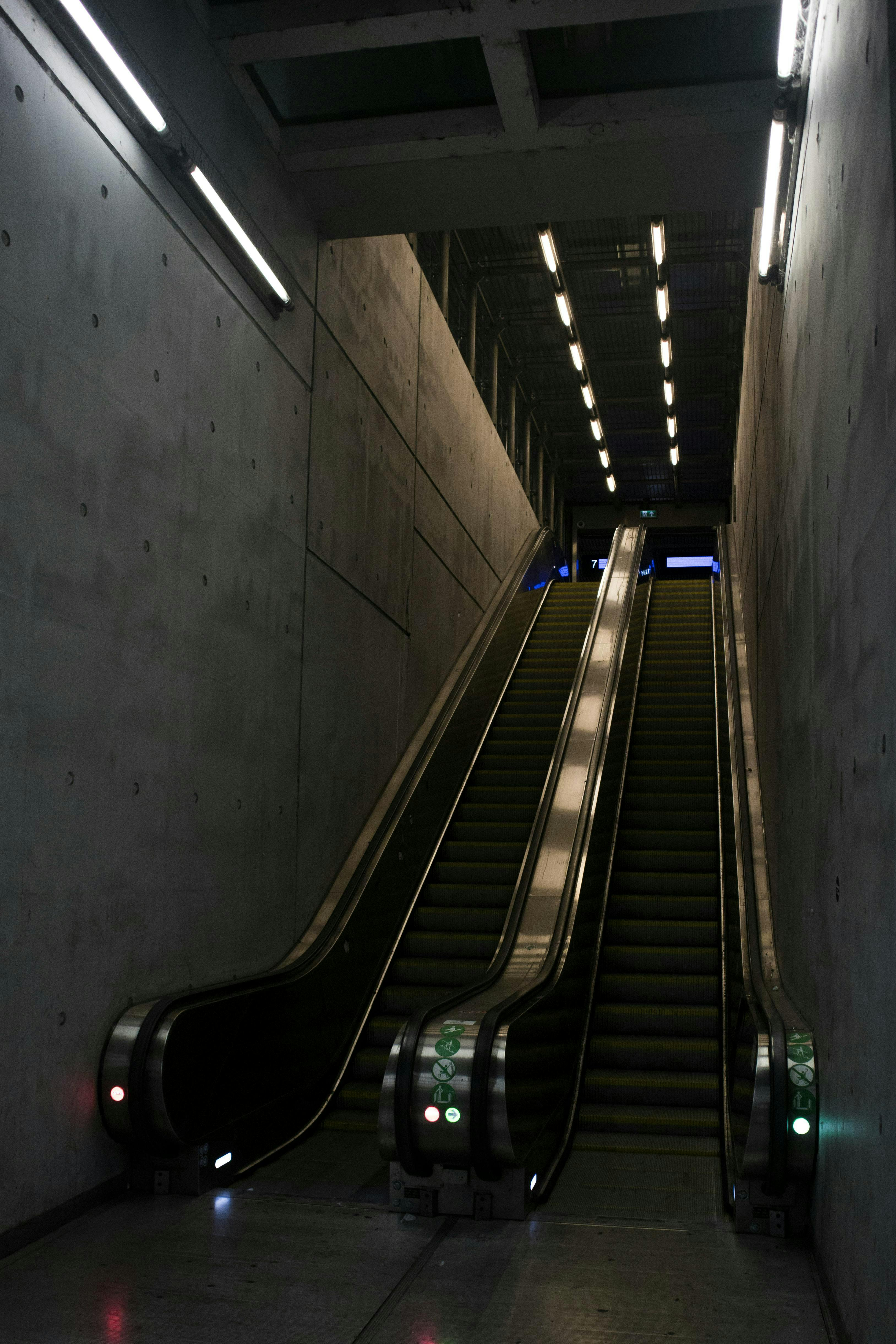
Kelenföld vasútállomás aluljáró

Ferencváros és Székesfehérvár között 2020 decemberében helyezték üzembe az új ETCS L2 rendszert.

## Vasúti alagúton át a Déli pályaudvarra

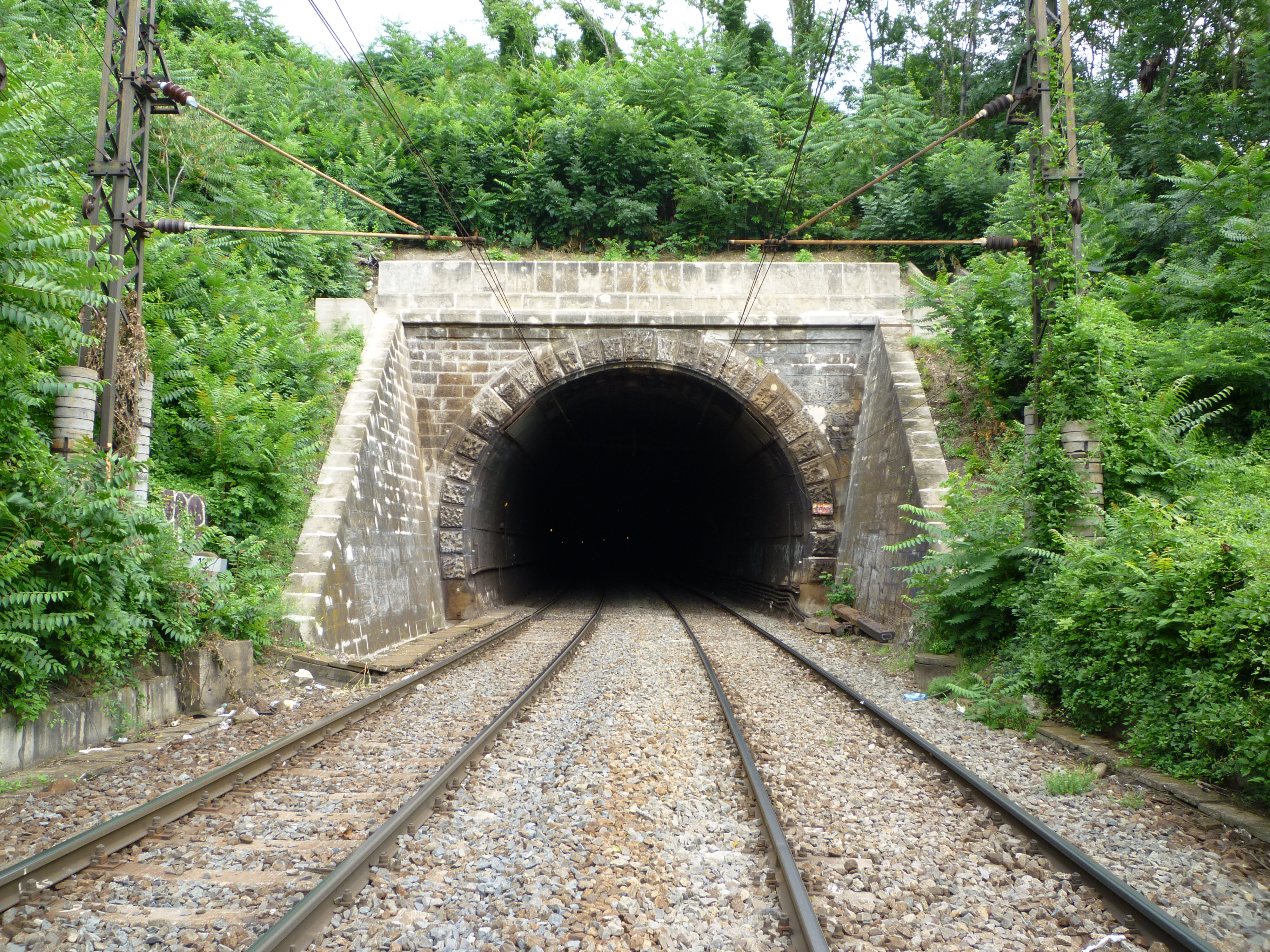
A Kis-Gellért-hegyi alagút déli bejárata

1861-ben Kelenföld vasútállomásról a Déli pályaudvarra bevezető, a Kis-Gellért-hegy alatt áthaladó, enyhén ívelt alagutat építettek. Hossza: 361 méter. 1958 óta kétvágányú. Ezen szakasz különlegessége, hogy bal oldali közlekedés van érvényben. (Módja: a menetirány szerinti bal vágány a helyes-, a jobb oldali pedig a helytelen vágány.
Oka: a hely szűke miatt a Déli pályaudvar az alagút mellett végződő kihúzóvágánya rövid (a MÁV M44 sorozatú mozdonya és két személykocsi épphogy elfér rajta), ezért az ún. "teher" vágányokon való tolatáskor az alagútba kell kihúzni a kocsisort. A baljáratú közlekedésnek köszönhetően az alagút másik vágányának vonatközlekedését a tolatás nem akadályozza.
Az alagút belmagassága – mivel eredetileg nem villamos vontatásra tervezték – alacsony. A villamosításkor az alagút mélyítése mellett döntöttek, hogy elférjen a felsővezeték.
Az alagútban 40 km/h, az alagút déli nyílása és Kelenföld vasútállomás bejárati váltókörzete között 80 km/h az engedélyezett sebesség.

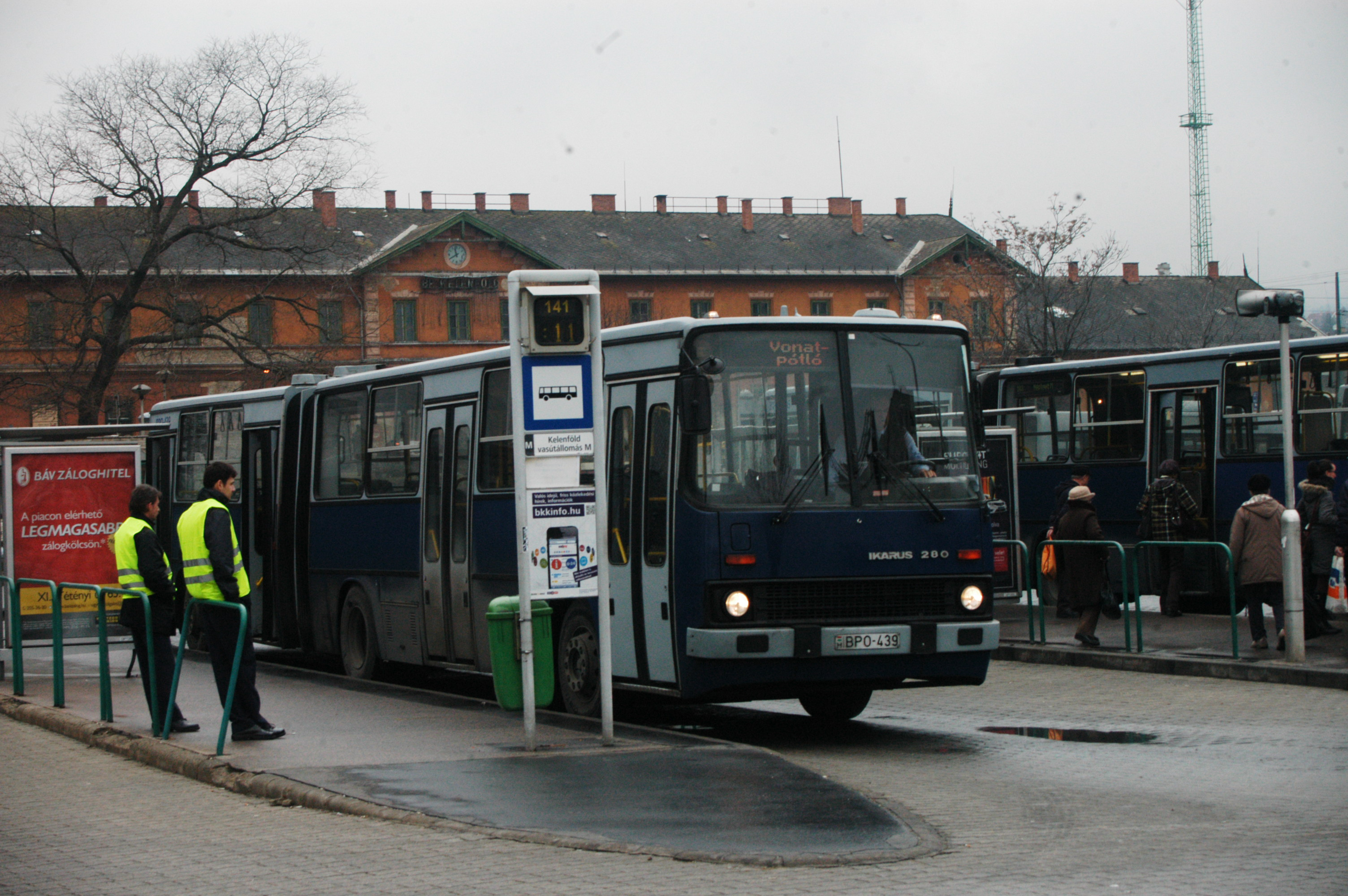
Vonatpótló busz Kelenföldön

2015 januárjában az alagút déli bejáratánál kődarabok hullottak a sínekre, ezért a vonatközlekedésben fennakadások voltak. Később a támfal is megcsúszott, ezért korlátozták a vonatforgalmat, később le is állították. Egyes Százhalombatta, Martonvásár felé közlekedő vonatokat töröltek, a többi vonat csak Kelenföld vasútállomásig közlekedett, a Déli pályaudvart a tárolón lévő személykocsik kivételével kiürítették. A két állomás között vonatpótló autóbuszokat indítottak. A forgalom áprilisban indulhatott újra.

## Forgalom
| Járat                                               | Útvonal | Gyakoriság                                                                      |
| --------------------------------------------------- | --- | ------------------------------------------------------------------------------- |
| S10                                                 | Budapest-Déli – Budapest-Kelenföld – Budaörs – Törökbálint – Biatorbágy – Herceghalom – Bicske alsó – Bicske – Szár – Szárliget – Alsógalla – Tatabánya – Vértesszőlős – Tóvároskert – Tata – Almásfüzitő – Almásfüzitő felső – Szőny – Komárom – Ács – Nagyszentjános – Győrszentiván – Győr-Gyárváros – Győr | Óránként                                                                        |
| G10                                                 | Budapest-Keleti → Ferencváros → Budapest-Kelenföld → Biatorbágy → Bicske alsó → Bicske → Alsógalla → Tatabánya → Tóvároskert → Tata → Komárom → Ács → (Nagyszentjános → Győrszentiván →) Győr-Gyárváros → Győr | Napi 3-5 Győr felé                                                              |
| G10                                                 | Győr → Komárom → Tata → Tatabánya → Alsógalla → Bicske → Bicske alsó → Biatorbágy → Budapest-Kelenföld → Budapest-Déli | Munkanapokon napi 1 Budapest felé                                               |
| G10                                                 | Bicske → Bicske alsó → Biatorbágy → Budapest-Kelenföld | Munkanapokon reggel 3 Budapest felé                                             |
| S12                                                 | Budapest-Déli – Budapest-Kelenföld – Budaörs – Törökbálint – Biatorbágy – Herceghalom – Bicske alsó – Bicske – Szár – Szárliget – Alsógalla – Tatabánya – Bánhida – Környe – Kecskéd alsó – Oroszlány | Óránként                                                                        |
| S30                                                 | Budapest-Déli – Budapest-Kelenföld – Albertfalva – Budafok – Kastélypark – Tétényliget – Érd alsó – Tárnok – Martonvásár – Baracska – Pettend – Kápolnásnyék – Velence – Velencefürdő – Gárdony – Agárd – Dinnyés – Székesfehérvár (– nyáron 1 darab Fonyódig) | Napi 4-5 pár                                                                    |
| G30                                                 | Budapest-Déli – Budapest-Kelenföld – Érd alsó – Velence – Velencefürdő – Gárdony – Agárd – Székesfehérvár | Nyári hétvégén 2 pár                                                            |
| Z30                                                 | Budapest-Déli – Budapest-Kelenföld – Érd alsó – Tárnok – Martonvásár (– Baracska – Pettend – Kápolnásnyék – Velence – Velencefürdő – Gárdony – Agárd – Dinnyés – Székesfehérvár) | Félóránként                                                                     |
| S34                                                 | Budapest-Déli – Budapest-Kelenföld – Albertfalva – Budafok – Kastélypark – Tétényliget – Érd alsó – Tárnok – Martonvásár – Baracska – Pettend – Kápolnásnyék – Velence – Velencefürdő – Gárdony – Agárd – Dinnyés – Székesfehérvár – Maroshegy – Lepsény – Balatonaliga – Balatonvilágos – Szabadisóstó – Szabadifürdő – Siófok – Balatonszéplak felső – Balatonszéplak alsó – Zamárdi felső – Zamárdi – Szántód – Balatonföldvár – Balatonszárszó – Balatonszemes – Balatonlelle felső – Balatonlelle – Balatonboglár – Fonyódliget – Fonyód – Bélatelep – Alsóbélatelep – Balatonfenyves – Balatonfenyves alsó – Máriahullámtelep – Máriaszőlőtelep – Balatonmáriafürdő – Balatonberény – Balatonszentgyörgy – Keszthely                                                                                     | Nyáron napi 2 pár                                                               |
| S35                                                 | Budapest-Déli – Budapest-Kelenföld – Budafok → (Nagykanizsa felé: Budatétény → Barosstelep → Érdliget → Érd felső → Tárnok → Martonvásár → Baracska → Pettend → Kápolnásnyék; Budapest felé: ← Érd alsó) – Velence – Velencefürdő – Gárdony – Agárd (→ Dinnyés) – Székesfehérvár – Maroshegy – Lepsény – Balatonaliga – Balatonvilágos – Szabadisóstó – Szabadifürdő – Siófok – Balatonszéplak felső – Balatonszéplak alsó – Zamárdi felső – Zamárdi – Szántód – Balatonföldvár – Balatonszárszó – Balatonszemes – Balatonlelle felső – Balatonlelle – Balatonboglár – Fonyódliget – Fonyód – Bélatelep – Alsóbélatelep – Balatonfenyves – Balatonfenyves alsó – Máriahullámtelep – Máriaszőlőtelep – Balatonmáriafürdő – Balatonberény – Balatonszentgyörgy – Vörs – Zalakomár – Zalaszentjakab – Nagykanizsa | Nyáron napi 1 pár                                                               |
| S36                                                 | Kőbánya-Kispest – Ferencváros – Budapest-Kelenföld – Albertfalva – Budafok – Kastélypark – Tétényliget – Érd alsó – Tárnok (– Martonvásár) | Óránként                                                                        |
| S40                                                 | Budapest-Déli – Budapest-Kelenföld – Budafok – Háros – Budatétény – Barosstelep – Nagytétény-Diósd – Érdliget – Érd felső – Érd – Százhalombatta – Dunai Finomító – Ercsi – Iváncsa – Pusztaszabolcs – (közvetlen kocsikkal tovább Szabadegyháza – Sárosd – Nagylók – Sárbogárd – Rétszilas – Sáregres – Simontornya – Tolnanémedi – Pincehely – Belecska – Keszőhidegkút-Gyönk – Szárazd – Regöly – Szakály-Hőgyész – Dúzs – Csibrák – Kurd – Döbrököz – Dombóvár) | 1-3 óránként                                                                    |
| G40                                                 | (Dombóvár → Döbrököz → Kurd → Csibrák → Dúzs → Szakály-Hőgyész → Regöly → Szárazd → Keszőhidegkút-Gyönk → Belecska → Pincehely → Tolnanémedi → Simontornya → Sáregres → Rétszilas →) Sárbogárd → Nagylók → Sárosd → Szabadegyháza → Pusztaszabolcs → Iváncsa → Százhalombatta → Érd → Érd alsó → Tétényliget → Budapest-Kelenföld → Budapest-Déli | Munkanapokon napi 3 Budapest felé                                               |
| S42                                                 | Budapest-Déli – Budapest-Kelenföld – Budafok – Háros – Budatétény – Barosstelep – Nagytétény-Diósd – Érdliget – Érd felső – Érd – Százhalombatta – Dunai Finomító – Ercsi – Iváncsa – Pusztaszabolcs – Adony – Kulcs – Rácalmás – Dunaújváros | 1-4 óránként                                                                    |
| Z42                                                 | Budapest-Déli – Budapest-Kelenföld – Érd felső – Százhalombatta – Iváncsa – Pusztaszabolcs – Adony – Kulcs – Rácalmás – Dunaújváros | Munkanapokon napi 4 Dunaújváros felé, napi 2 Budapest felé                      |
| G43                                                 | Kőbánya-Kispest – Ferencváros – Budapest-Kelenföld – Budafok – Budatétény – Barosstelep – Érdliget – Érd felső – Tárnok – Martonvásár – Baracska – Kápolnásnyék – Velence – Gárdony – Agárd – Székesfehérvár | Óránként                                                                        |
| G43                                                 | Székesfehérvár → Dinnyés → Agárd → Gárdony → Velencefürdő → Velence → Kápolnásnyék → Pettend → Baracska → Martonvásár → Tárnok → Érd felső → Érdliget → Barosstelep → Budatétény → Budafok → Budapest-Kelenföld → Ferencváros → Kőbánya-Kispest | Kora reggel 3 Budapest felé                                                     |
| G44                                                 | Tárnok → Érd felső → Érdliget → Barosstelep → Budatétény → Budafok → Budapest-Kelenföld → Budapest-Déli | Napi 1 Budapest felé                                                            |
| gyorsított személyvonat                             | Budapest-Keleti – Ferencváros – Budapest-Kelenföld – (Biatorbágy → Bicske alsó → Bicske →) Alsógalla – Tatabánya (← Vértesszőlős) – Tóvároskert – Tata (← Almásfüzitő ← Almásfüzitő felső ← Szőny) – Komárom – Ács (← Nagyszentjános ← Győrszentiván) – Győr-Gyárváros – Győr – Abda – Öttevény – Lébény-Mosonszentmiklós – Mosonmagyaróvár – Levél – Hegyeshalom | Munkanapokon napi 1-2 pár                                                       |
| személyvonat                                        | Budapest-Déli – Budapest-Kelenföld (← Gárdony) – Székesfehérvár – Várpalota – Pétfürdő – Öskü – Hajmáskér – Veszprém – Ajka (← Ajka-Gyártelep ← Devecser ← Somlóvásárhely ← Tüskevár ← Karakószörcsök ← Kerta ← Boba ← Nemeskocs ← Celldömölk) | Napi 1 pár                                                                      |
| személyvonat                                        | Budapest-Déli – Budapest-Kelenföld – (Érd alsó → Velence –) Székesfehérvár – Várpalota – Pétfürdő – Öskü – Hajmáskér – Veszprém | Napi 2-5 pár                                                                    |
| személyvonat                                        | Veszprém → Hajmáskér → Öskü → Pétfürdő → Várpalota → Székesfehérvár → Gárdony → Martonvásár → Érd alsó → Budapest-Kelenföld → Budapest-Déli | Munkanapokon 1 Budapest felé                                                    |
| személyvonat                                        | Balatonfüred → Balatonarács → Csopak → Alsóörs → Káptalanfüred → Balatonalmádi → Balatonfűzfő → Balatonkenese → Csittényhegy → Balatonakarattya → Csajág → Balatonfőkajár felső → Füle → Polgárdi → Polgárdi-Ipartelepek → Szabadbattyán → Maroshegy → Székesfehérvár → Velence → Budapest-Kelenföld → Budapest-Déli | Napi 1 Budapest felé                                                            |
| Rába InterRégió                                     | Győr → Komárom → Tata → Tatabánya → Bicske → Budapest-Kelenföld → (Ferencváros →) Budapest-Keleti | Iskolaidőben vasárnap 3 Budapest felé                                           |
| Rába InterRégió                                     | Szombathely → Sárvár → Celldömölk → Mezőlak → Pápa → Vaszar → Szerecseny → Gyömöre-Tét → Győrszabadhegy → Győr → Komárom → Tata → Tatabánya → Bicske → Budapest-Kelenföld → Ferencváros → Budapest-Keleti | Iskolaidőben vasárnap 1 Budapest felé                                           |
| Sugovica expresszvonat                              | Baja → Bátaszék → Szekszárd → Budapest-Kelenföld → Budapest-Déli | Vasárnap 1 Budapest felé                                                        |
| sebesvonat                                          | Budapest-Déli – Budapest-Kelenföld – Székesfehérvár – Balatonakarattya – Balatonkenese – Balatonfűzfő – Balatonalmádi – Alsóörs – Csopak – Balatonfüred – Aszófő – Örvényes – Balatonudvari (– Fövenyes) – Balatonakali-Dörgicse – Zánka-Erzsébettábor – Zánka-Köveskál – Balatonszepezd (– Szepezdfürdő) – Révfülöp – Balatonrendes – Ábrahámhegy – Badacsonyörs – Badacsonytomaj – Badacsony – Badacsonylábdihegy – Badacsonytördemic-Szigliget – Nemesgulács-Kisapáti – Tapolca | 2 óránként                                                                      |
| sebesvonat                                          | Tapolca → Badacsonytördemic-Szigliget → Badacsony → Badacsonytomaj → Ábrahámhegy → Révfülöp → Balatonszepezd → Zánka-Köveskál → Balatonakali-Dörgicse → Balatonudvari → Aszófő → Balatonfüred → Csopak → Alsóörs → Balatonalmádi → Balatonfűzfő → Balatonkenese → Balatonakarattya → Székesfehérvár → Budapest-Kelenföld → Budapest-Déli | Napi 1 Budapest felé                                                            |
| sebesvonat, Déli<-parti sebesvonat                  | Keszthely → Balatonszentgyörgy → Balatonberény → Balatonmáriafürdő → Máriaszőlőtelep → Máriahullámtelep → Balatonfenyves alsó → Balatonfenyves → Alsóbélatelep → Bélatelep → Fonyód → Fonyódliget → Balatonboglár → Balatonlelle → Balatonlelle felső → Balatonszemes → Balatonszárszó → Balatonföldvár → Szántód → Zamárdi → Zamárdi felső → Balatonszéplak alsó → Balatonszéplak felső → Siófok → Szabadifürdő → Szabadisóstó → Balatonvilágos → Balatonaliga → Lepsény → Polgárdi-Tekerespuszta → Kiscséripuszta → Szabadbattyán → Maroshegy → Székesfehérvár → Kápolnásnyék → Érd alsó → Budapest-Kelenföld → Budapest-Déli | Napi 1 Budapest felé                                                            |
| Déli<-parti InterRégió                              | (Balatonszentgyörgy → Balatonberény → Balatonmáriafürdő → Máriaszőlőtelep → Máriahullámtelep → Balatonfenyves alsó → Balatonfenyves → Alsóbélatelep → Bélatelep → Fonyód → Fonyódliget → Balatonboglár → Balatonlelle → Balatonlelle felső → Balatonszemes → Balatonszárszó → Balatonföldvár → Szántód → Zamárdi → Zamárdi felső → Balatonszéplak alsó → Balatonszéplak felső →) Siófok → Szabadifürdő → Szabadisóstó → Balatonvilágos → Balatonaliga → Lepsény → Maroshegy → Székesfehérvár → Dinnyés → Agárd → Gárdony → Velencefürdő → Velence → Kápolnásnyék → Pettend → Baracska → Martonvásár → Tárnok → Érd alsó → Tétényliget → Kastélypark → Budafok → Albertfalva → Budapest-Kelenföld → Budapest-Déli                                                                                               | Napi 1 Budapest felé                                                            |
| Déli<-parti InterRégió, Déli->parti InterRégió      | Budapest-Déli – Budapest-Kelenföld – Érd alsó – Székesfehérvár – Maroshegy – Szabadbattyán – Kiscséripuszta – Polgárdi-Tekerespuszta – Lepsény – Balatonaliga – Balatonvilágos – Szabadisóstó – Szabadifürdő – Siófok – Balatonszéplak felső – Balatonszéplak alsó – Zamárdi felső – Zamárdi – Szántód – Balatonföldvár – Balatonszárszó – Balatonszemes – Balatonlelle felső – Balatonlelle – Balatonboglár – Fonyódliget – Fonyód – Bélatelep – Alsóbélatelep – Balatonfenyves – Balatonfenyves alsó – Máriahullámtelep – Máriaszőlőtelep – Balatonmáriafürdő – Balatonberény – Balatonszentgyörgy (→ Keszthely) | Nyáron 2 óránként                                                               |
| Déli<-parti InterRégió                              | Nagykanizsa → Zalaszentjakab → Zalakomár → Balatonszentgyörgy → Balatonberény → Balatonmáriafürdő → Máriaszőlőtelep → Máriahullámtelep → Balatonfenyves alsó → Balatonfenyves → Alsóbélatelep → Bélatelep → Fonyód → Fonyódliget → Balatonboglár → Balatonlelle → Balatonlelle felső → Balatonszemes → Balatonszárszó → Balatonföldvár → Szántód → Zamárdi → Zamárdi felső → Balatonszéplak alsó → Balatonszéplak felső → Siófok → Szabadifürdő → Szabadisóstó → Balatonvilágos → Balatonaliga → Lepsény → Polgárdi-Tekerespuszta → Kiscséripuszta → Szabadbattyán → Maroshegy → Székesfehérvár → Érd alsó → Budapest-Kelenföld → Budapest-Déli | Nyáron napi 1 Budapest felé                                                     |
| Vízipók sebesvonat                                  | Budapest-Déli – Budapest-Kelenföld – Székesfehérvár – Balatonakarattya – Csittényhegy – Balatonkenese – Balatonfűzfő – Balatonalmádi – Káptalanfüred – Alsóörs – Csopak – Balatonarács – Balatonfüred | Nyáron 2 óránként                                                               |
| Katica InterRégió                                   | Budapest-Déli – Budapest-Kelenföld – Székesfehérvár – Maroshegy – Szabadbattyán – Polgárdi-Ipartelepek – Polgárdi – Füle – Balatonfőkajár felső – Csajág – Balatonakarattya – Csittényhegy – Balatonkenese – Balatonfűzfő – Balatonalmádi – Káptalanfüred – Alsóörs – Csopak – Balatonarács – Balatonfüred | Nyáron 2 óránként                                                               |
| Napfürdő InterRégió                                 | Balatonszemes → Balatonszárszó → Balatonföldvár → Siófok → Budapest-Kelenföld → Kőbánya-Kispest | Nyári vasárnapokon 1 Budapest felé                                              |
| Esti Csók InterRégió                                | Fonyód → Balatonboglár → Balatonlelle → Balatonszárszó → Balatonföldvár → Siófok → Szabadisóstó → Budapest-Kelenföld → Kőbánya-Kispest | Nyári vasárnapokon 1 Budapest felé                                              |
| Tekergő expresszvonat                               | Balatonfüred → Balatonalmádi → Balatonfűzfő → Balatonkenese → Balatonakarattya → Székesfehérvár → Velence → Budapest-Kelenföld | Nyári vasárnapokon 1 Budapest felé                                              |
| Panoráma expresszvonat                              | Nyíregyháza – Debrecen – Szolnok – Cegléd – Albertirsa – Pilis – Ferihegy – Kőbánya-Kispest (← Budapest-Kelenföld) – Velence – Balatonaliga – Szabadisóstó – Szabadifürdő – Siófok | Nyári hétvégéken napi 1 Nyíregyháza felé                                        |
| Szabolcsi Tekergő expresszvonat                     | Záhony – Tiszabezdéd – Tuzsér – Komoró – Fényeslitke – Kisvárda-Hármasút – Kisvárda – Ajak – Pátroha – Gégény – Demecser – Kék – Nyírbogdány – Kemecse – Sóstóhegy – Sóstó – Nyíregyháza – Újfehértó – Téglás – Hajdúhadház – Bocskaikert – Debrecen-Csapókert – Debrecen – Ebes – Hajdúszoboszló – Kaba – Püspökladány – Karcag – Kisújszállás – Fegyvernek-Örményes – Törökszentmiklós – Szajol – Szolnok – Abony – Cegléd – Ferihegy – Kőbánya-Kispest – Budapest-Kelenföld – Velence – Székesfehérvár – Balatonakarattya – Balatonkenese – Balatonfűzfő – Balatonalmádi – Alsóörs – Balatonfüred – Balatonakali-Dörgicse – Zánka-Erzsébettábor | Nyáron napi 1 pár                                                               |
| Aranypart expresszvonat                             | Záhony – Tiszabezdéd – Tuzsér – Komoró – Fényeslitke – Kisvárda-Hármasút – Kisvárda – Ajak – Pátroha – Gégény – Demecser – Kék – Nyírbogdány – Kemecse – Sóstóhegy – Sóstó – Nyíregyháza – Újfehértó (← Debrecen-Csapókert) – Debrecen (← Ebes) – Hajdúszoboszló (← Kaba) – Püspökladány – Karcag – Kisújszállás (← Fegyvernek-Örményes) – Törökszentmiklós (← Szajol) – Szolnok – Abony – Cegléd – Ferihegy – Kőbánya-Kispest – Budapest-Kelenföld – Velence – Székesfehérvár – Balatonaliga – Szabadisóstó – Szabadifürdő – Siófok – Balatonszéplak felső – Balatonszéplak alsó – Zamárdi – Szántód – Balatonföldvár – Balatonszemes – Balatonlelle – Balatonboglár – Fonyódliget – Fonyód | Nyáron napi 1 pár                                                               |
| Ezüstpart expresszvonat                             | Miskolc-Tiszai – Nyékládháza – Mezőkövesd – Füzesabony – Kál-Kápolna – Vámosgyörk – Hatvan – Aszód – Gödöllő – Budapest-Kelenföld – Székesfehérvár – Balatonaliga – Balatonvilágos – Szabadisóstó – Siófok – Balatonszéplak felső – Zamárdi – Szántód – Balatonföldvár – Balatonszárszó – Balatonszemes – Balatonlelle felső – Balatonlelle – Balatonboglár – Fonyódliget – Fonyód | Nyáron napi 1 pár                                                               |
| Aranyhíd expresszvonat                              | Szeged (← Szatymaz ← Kistelek) – Kiskunfélegyháza – Kecskemét – Nagykőrös – Cegléd – Ferihegy – Kőbánya-Kispest – Budapest-Kelenföld – Székesfehérvár – Balatonaliga – Szabadisóstó – Siófok – Zamárdi – Balatonföldvár – Balatonszárszó – Balatonszemes – Balatonlelle – Balatonboglár – Fonyód – Balatonmáriafürdő – Balatonberény – Balatonszentgyörgy | Nyáron napi 1 pár                                                               |
| Jégmadár expresszvonat                              | Szob – Szob alsó – Zebegény – Nagymaros – Nagymaros-Visegrád – Kismaros – Verőce – Vác – Vác-Alsóváros – Felsőgöd – Dunakeszi-Gyártelep – Rákospalota-Újpest – Kőbánya felső – Budapest-Kelenföld – Velence – Székesfehérvár – Balatonaliga – Szabadisóstó – Szabadifürdő – Siófok – Balatonszéplak felső – Balatonszéplak alsó – Zamárdi felső – Zamárdi – Szántód – Balatonföldvár – Balatonszemes – Balatonlelle – Balatonboglár – Fonyódliget – Fonyód | Nyáron napi 1 pár                                                               |
| Csabai Tekergő expresszvonat                        | Békéscsaba – Murony – Mezőberény – Gyoma – Mezőtúr – Szolnok – Cegléd – Ferihegy – Kőbánya-Kispest – Budapest-Kelenföld – Velence – Székesfehérvár – Balatonakarattya – Balatonkenese – Balatonfűzfő – Balatonalmádi – Alsóörs – Csopak – Balatonfüred – Balatonakali-Dörgicse – Zánka-Köveskál – Szepezdfürdő – Révfülöp (← Badacsonyörs) – Badacsonytomaj – Badacsony – Tapolca | Nyári hétvégéken napi 1 pár                                                     |
| Kék Hullám InterCity                                | Budapest-Déli – Budapest-Kelenföld – Székesfehérvár – Balatonalmádi – Balatonfüred – Aszófő – Örvényes – Balatonudvari – Fövenyes – Balatonakali-Dörgicse – Zánka-Erzsébettábor – Zánka-Köveskál – Balatonszepezd – Révfülöp – Balatonrendes – Ábrahámhegy – Badacsonytomaj – Badacsony – Badacsonylábdihegy – Badacsonytördemic-Szigliget – Nemesgulács-Kisapáti – Tapolca (– napi 1-2 tovább Szombathely felé) | Nyáron 2 óránként                                                               |
| Levendula InterCity                                 | Tapolca → Badacsonytördemic-Szigliget → Badacsony → Badacsonytomaj → Révfülöp → Zánka-Köveskál → Balatonakali-Dörgicse → Balatonfüred → Alsóörs → Balatonalmádi → Balatonfűzfő → Balatonkenese → Balatonakarattya → Székesfehérvár → Budapest-Kelenföld → Budapest-Déli | Nyáron napi 1 Budapest felé                                                     |
| Göcsej InterCity                                    | Budapest-Déli – Budapest-Kelenföld – Székesfehérvár – Várpalota – Pétfürdő – Veszprém – Ajka – Jánosháza – Ukk – Zalabér-Batyk – Zalaszentiván – Zalaegerszeg | 2 óránként                                                                      |
| Bakony InterCity                                    | Budapest-Déli – Budapest-Kelenföld – Székesfehérvár – Várpalota – Pétfürdő – Öskü – Hajmáskér – Veszprém – Ajka – Devecser – Boba – Celldömölk – Sárvár – Szombathely | 2 óránként                                                                      |
| Balaton InterCity                                   | Budapest-Déli – Budapest-Kelenföld – Székesfehérvár (– Lepsény) – Siófok – Zamárdi – Balatonföldvár – Balatonszárszó – Balatonszemes – Balatonlelle – Balatonboglár – Fonyód – Balatonfenyves – Balatonmáriafürdő – Balatonberény – Balatonszentgyörgy – Keszthely | 2 óránként                                                                      |
| Tópart InterCity                                    | Budapest-Déli – Budapest-Kelenföld – Székesfehérvár – Lepsény – Siófok – Zamárdi – Balatonföldvár – Balatonszárszó – Balatonszemes – Balatonlelle – Balatonboglár – Fonyód – Balatonfenyves – Balatonmáriafürdő – Balatonberény – Balatonszentgyörgy – Vörs – Zalakomár – Zalaszentjakab – Nagykanizsa | 2 óránként                                                                      |
| Savaria InterCity                                   | Budapest-Keleti – Budapest-Kelenföld – Tatabánya – Tata – Komárom – Győr – Csorna – Répcelak – Szombathely (– napi 1 pár tovább Szentgotthárd felé) | 2 óránként                                                                      |
| Scarbantia InterCity                                | Budapest-Keleti – Budapest-Kelenföld – Tatabánya – Tata – Komárom – Győr – Csorna – Kapuvár – Fertőszentmiklós – Sopron | 2 óránként                                                                      |
| Arrabona InterCity                                  | Győr → Komárom → Tata → Tatabánya → Budapest-Kelenföld → Budapest-Keleti | Napi 1 Budapest felé                                                            |
| Mecsek InterCity                                    | Budapest-Keleti – Budapest-Kelenföld – Sárbogárd – Dombóvár (– Sásd) – Szentlőrinc – Pécs | 2 óránként                                                                      |
| Kresz Géza és Rippl-Rónai InterCity                 | Budapest-Keleti – Budapest-Kelenföld – Simontornya – Pincehely – Szakály-Hőgyész – Dombóvár – Kaposvár | Napi 2 pár                                                                      |
| Somogy InterCity                                    | Budapest-Keleti – Budapest-Kelenföld – Simontornya – Pincehely – Szakály-Hőgyész – Dombóvár – Kaposvár – Kiskorpád – Jákó-Nagybajom – Kutas – Beleg – Ötvöskónyi – Somogyszob – Bolhás – Csurgó – Gyékényes | Napi 1 pár                                                                      |
| Agram-Tópart nemzetközi InterCity                   | Budapest-Déli – Budapest-Kelenföld – Székesfehérvár – Lepsény – Siófok – Zamárdi – Balatonföldvár – Balatonszárszó – Balatonszemes – Balatonlelle – Balatonboglár – Fonyód – Balatonfenyves – Balatonmáriafürdő – Balatonszentgyörgy – Vörs – Zalakomár – Zalaszentjakab – Nagykanizsa – Gyékényes – Koprivnica – Križevci – Vrbovec – (Dugo Selo →) Zagreb Glavni kolodvor (Zágráb) | Napi 1 pár                                                                      |
| Adria nemzetközi InterCity                          | Budapest-Keleti – Budapest-Kelenföld – Székesfehérvár – Siófok – Fonyód – Balatonszentgyörgy – Nagykanizsa – Gyékényes – Knin – Perković – Split Predgrađe – Split | Nyáron heti 3 pár                                                               |
| Citadella nemzetközi InterCity                      | Budapest-Déli – Budapest-Kelenföld – Székesfehérvár – Várpalota – Pétfürdő – Veszprém – Ajka – Jánosháza – Ukk – Zalabér-Batyk – Zalaszentiván – Zalaegerszeg – Zalalövő – Őriszentpéter – Hodoš (Őrihodos) – (Mačkovci (Mátyásdomb) →) Murska Sobota (Muraszombat) – Lipovci (Hársliget) – Ljutomer mesto (← Ivanjkovci) – Ormoz – Ptuj – Pragersko – Celje – Laško – (Rimske Toplice →) Zidani Most – Trbovlje – Zagorje – (Litija →) Ljubljana | Napi 1 pár                                                                      |
| Mura nemzetközi InterCity                           | Budapest-Keleti – Budapest-Kelenföld – Tatabánya – Tata – Komárom – Győr – Csorna – Répcelak – Szombathely – Szombathely-Szőlős – Ják-Balogunyom – Egyházasrádóc – Körmend – Horvátnádalja – Csákánydoroszló – Rátót – Alsórönök – Haris – Szentgotthárd – Jennersdorf (Gyanafalva) (← Hohenbrugg a. d. Raab) – Fehring (← Lödersdorf) – Feldbach (← Gniebing ← Rohr/Raab ← Studenzen-Fladnitz ← Takern-St. Margarethen) – Gleisdorf (← Laßnitzthal ← Laßnitzhöhe ← Hart bei Graz ← Raaba ← Graz Liebenau-Murpark) – Graz Ostbahnhof (← Graz Don Bosco) – Graz Hauptbahnhof | Napi 1 pár                                                                      |
| Dráva nemzetközi InterCity                          | Budapest-Keleti – Budapest-Kelenföld – Tatabánya – Tata – Komárom – Győr – Csorna – Répcelak – Szombathely – Szombathely-Szőlős – Ják-Balogunyom – Egyházasrádóc – Körmend – Horvátnádalja – Csákánydoroszló – Rátót – Alsórönök – Haris – Szentgotthárd – Jennersdorf (Gyanafalva) – Fehring – (Feldbach →) Gleisdorf – Graz Ostbahnhof (← Graz Don Bosco) – Graz Hauptbahnhof (← Puntigam) – Leibnitz – Spielfeld-Straß – Maribor – Pragersko – Celje – Laško – Zidani Most – Trbovlje – Ljubljana | Napi 1 pár                                                                      |
|                                                     | Budapest-Déli – Budapest-Kelenföld – Győr – Mosonmagyaróvár – Hegyeshalom – Wien Meidling (Bécs Meidling) – Wien Hauptbahnhof (Bécs főpályaudvar) – Břeclav – Brno hl.n. (Brno főpályaudvar) – Brno-Židenice – Praha hl.n. (Prága főpályaudvar) | Napi 4 pár (2 pár Budapest és Prága között, 2 pár csak Budapest és Bécs között) |
| xpress                                              | Budapest-Keleti – Budapest-Kelenföld – Tatabánya – Győr – Mosonmagyaróvár – Hegyeshalom – Wien Hauptbahnhof (Bécs) – Wien Meidling – St. Pölten Hauptbahnhof – Linz Hauptbahnhof – Salzburg Hauptbahnhof – Kufstein – Wörgl (← Jenbach) – Innsbruck Hauptbahnhof – Ötztal – Landeck-Zams – Sankt Anton Am Arlberg – Bludenz – Feldkirch – Buchs – Sargans – Zürich Hauptbahnhof | Napi 1-2 pár                                                                    |
| xpress                                              | Budapest-Keleti – Budapest-Kelenföld – Tatabánya – Győr – Mosonmagyaróvár – Hegyeshalom – Wien Hauptbahnhof (Bécs) – Wien Meidling – St. Pölten Hauptbahnhof – Linz Hauptbahnhof – (Wels Hauptbahnhof –) Salzburg Hauptbahnhof – (Rosenheim –) München Hauptbahnhof (hetente 2 pár tovább: München-Pasing – Augsburg Hauptbahnhof – (Günzburg →) Ulm Hauptbahnhof – Stuttgart Hauptbahnhof – Mannheim Hauptbahnhof – Frankfurt am Main Flughafen Fernbahnhof – Frankfurt Hauptbahnhof) | 2 óránként                                                                      |
| Kálmán Imre EuroNight                               | Budapest-Keleti – Budapest-Kelenföld – Tatabánya – Győr – Mosonmagyaróvár – Hegyeshalom – Wien Hauptbahnhof (Bécs) – Wien Meidling – St. Pölten Hauptbahnhof – Linz Hauptbahnhof – (Wels Hauptbahnhof →) Salzburg Hauptbahnhof (közvetlen kocsikkal tovább Zürichbe) – Rosenheim – München Ostbahnhof – München Hauptbahnhof | Napi 1 pár                                                                      |
| Csárdás, Lehár, Liszt Ferenc és Semmelweis EuroCity | Budapest-Keleti – Budapest-Kelenföld – Tatabánya – Győr – Mosonmagyaróvár – Hegyeshalom – Wien Hauptbahnhof (Bécs) | Napi 4 pár                                                                      |
| Advent EuroCity                                     | Budapest-Keleti – Budapest-Kelenföld – Tatabánya – Komárom – Győr – Mosonmagyaróvár – Hegyeshalom – Wien Hauptbahnhof (Bécs) | Decemberi szombatokon napi 1 pár                                                |
| Dacia EuroCity                                      | Wien Hauptbahnhof (Bécs) – Hegyeshalom – Mosonmagyaróvár – Győr – Tatabánya – Budapest-Kelenföld – Budapest-Keleti – Szolnok – Békéscsaba – Lőkösháza – Curtici (Kürtös) – Arad (Arad) – Deva (Déva) – Simeria (Piski) – Alba Iulia (Gyulafehérvár) (← Coșlariu (Koslárd)) – Blaj (Balázsfalva) – Mediaș (Medgyes) – Sighișoara (Segesvár) – Brașov (Brassó) – Predeal (Predeál) – Sinaia – Ploiești Vest – București Nord | Napi 1 pár                                                                      |
| Hortobágy EuroCity                                  | Wien Hauptbahnhof (Bécs) – Hegyeshalom – Mosonmagyaróvár – Győr – Tatabánya – Budapest-Kelenföld – Budapest-Keleti – Szolnok – (Szajol →) Törökszentmiklós – (Fegyvernek-Örményes →) Kisújszállás – Karcag – Püspökladány – (Kaba →) Hajdúszoboszló – (Ebes →) Debrecen – Nyíregyháza – Demecser – Kisvárda – Záhony (közvetlen kocsikkal tovább: Csap (Чоп) – Munkács (Мукачево) – Szolyva (Свалява) – Szlavszke (Славське) – Sztrij (Стрий) – Lviv-Holovnij (Льві́в-Головни́й) – Kijiv-Paszazsirszkij (Київ-Пасажирський)) | Napi 1 pár                                                                      |
| Transilvania-Szamos EuroCity                        | Wien Hauptbahnhof (Bécs) – Hegyeshalom – Mosonmagyaróvár – Győr – Tatabánya – Budapest-Kelenföld – Budapest-Keleti – Szolnok – Törökszentmiklós – Kisújszállás – Karcag – Püspökladány (közvetlen kocsikkal tovább Nagybánya felé) – Báránd – Sáp – Berettyóújfalu – Mezőpeterd – Biharkeresztes – Episcopia Bihor (Biharpüspöki) – Oradea (Nagyvárad) – Aleșd (Élesd) – Șuncuiuș (Vársonkolyos) – Bratca (Barátka) – Ciucea (Csucsa) – Huedin (Bánffyhunyad) – Cluj-Napoca (Kolozsvár) | Napi 1 pár                                                                      |
|                                                     | Praha hl.n. – Brno-Židenice – Brno hl.n. – Břeclav – Bratislava hl.st. – Győr – Budapest-Kelenföld – Zagreb Gl. kol. – Ogulin – Rijeka / Gračac – Split | Nyáron napi 1 pár, elő- és utószezonban heti 3 pár                              |

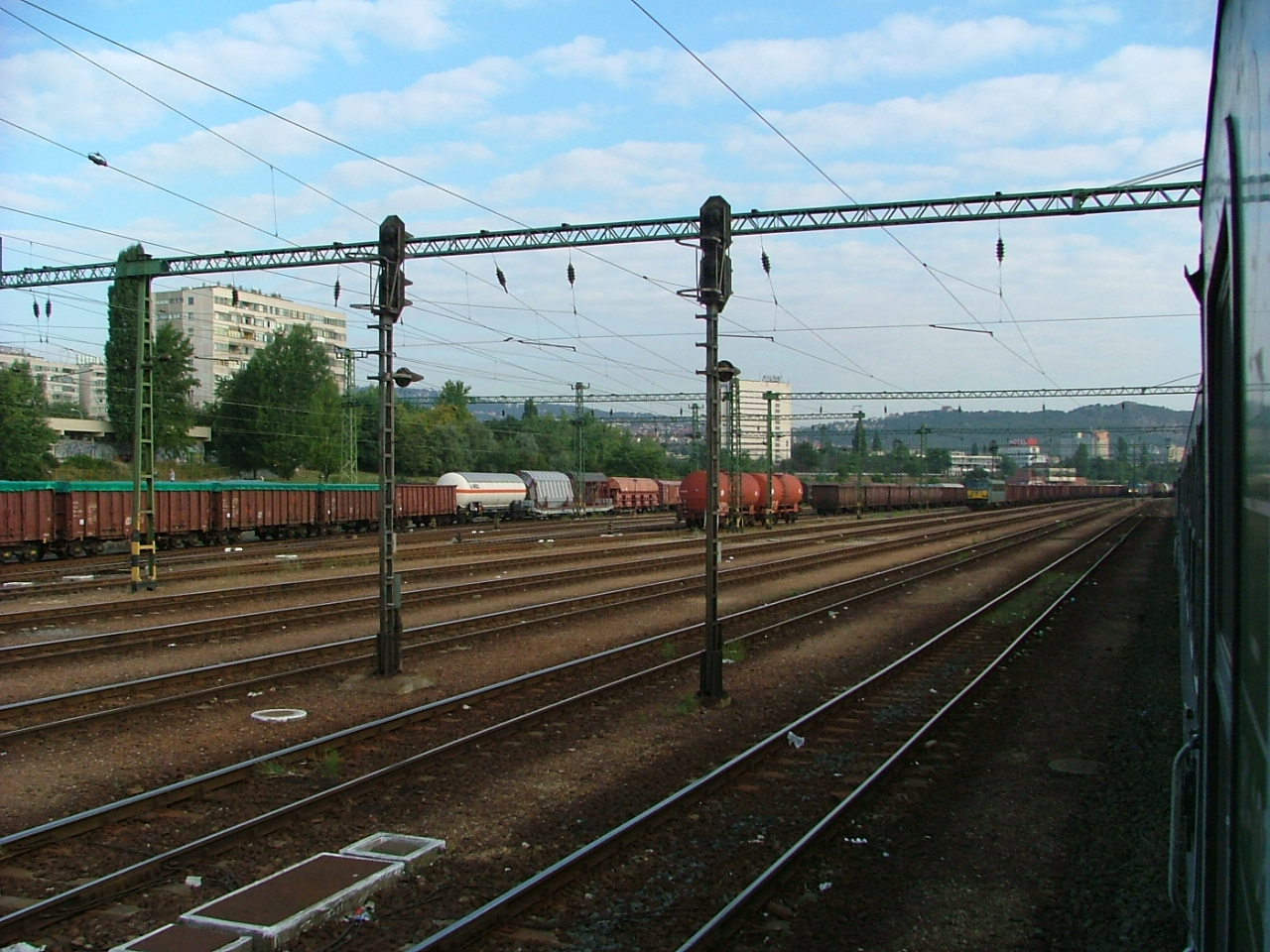
A teherpályaudvar

Kelenföld vasútállomáson halad keresztül a Dunántúl felé a vasúti személy- és teherforgalom jelentős része. Az időközben végrehajtott bővítésekkel sem tudja zavartalanul ellátni a nagymértékben megnövekedett forgalmat.[forrás?] A MÁV 1-es, 30a és a 40a számú fővonalának nagy csomópontja. A 30-as vonal a Balaton és a Velencei-tó miatt turisztikailag kiemelt vasútvonalnak számít. Számos nemzetközi vonat is érinti.
A forgalma igen nagy, főleg nyáron, amikor félóránként indulnak vonatok a Déli pályaudvarról a Balaton felé. Télen is jelentős az áthaladó utasok és vonatok száma, hiszen az elővárosi járatokkal például Érdről, Martonvásárról, Százhalombattáról, Bicskéről naponta több ezren ingáznak a főváros és az otthonuk között.
A vasút ma már nem csak városok, de városrészek közötti helyi utazásra is szolgál. Kelenföldről például jóval egyszerűbb és olcsóbb is a város egyes részeit vonattal elérni a buszozás, a többszöri átszállás és jegyváltás helyett. A Déli pályaudvarra például 6 perc alatt, a Keleti pályaudvarra negyedóra alatt lehet innen vonattal eljutni, ez utóbbi nagyságrendileg azonos az M4-es metró menetidejével ugyanezen a szakaszon. 2005-ben alakult meg a Budapesti Közlekedési Szövetség, amely a BKV és  Volánbusz járművein túl vasúttal kombinált tarifaközösséget hozott létre, ennek eredménye a Budapest bérlet. Mindez összhangban áll azzal az európai uniós gyakorlattal, amely támogatja a fővároson belüli helyi kötött pályás közlekedés fejlesztését.
Szintén áthaladnak Kelenföld vasútállomáson a győri, veszprémi, szombathelyi és zalaegerszegi vonatok. A nemzetközi gyorsok, EuroCityk és a belföldi, nemzetközi InterCityk többsége a Keleti pályaudvarról indul, és onnan jövet haladnak át Kelenföldön.
További nemzetközi vonatok tartanak innen Bécsbe, Grazba, Münchenbe, Zürichbe, Zágrábba és Ljubljanába.

## Névváltozatok
Az állomást a 2010. decemberi menetrendváltás után átnevezték Budapest-Kelenföldről Kelenföldre, majd 2019. december 16-tól újra Budapest-Kelenföld a neve. Még régebben az Újbuda nevet is viselte az állomás.

## Tömegközlekedés

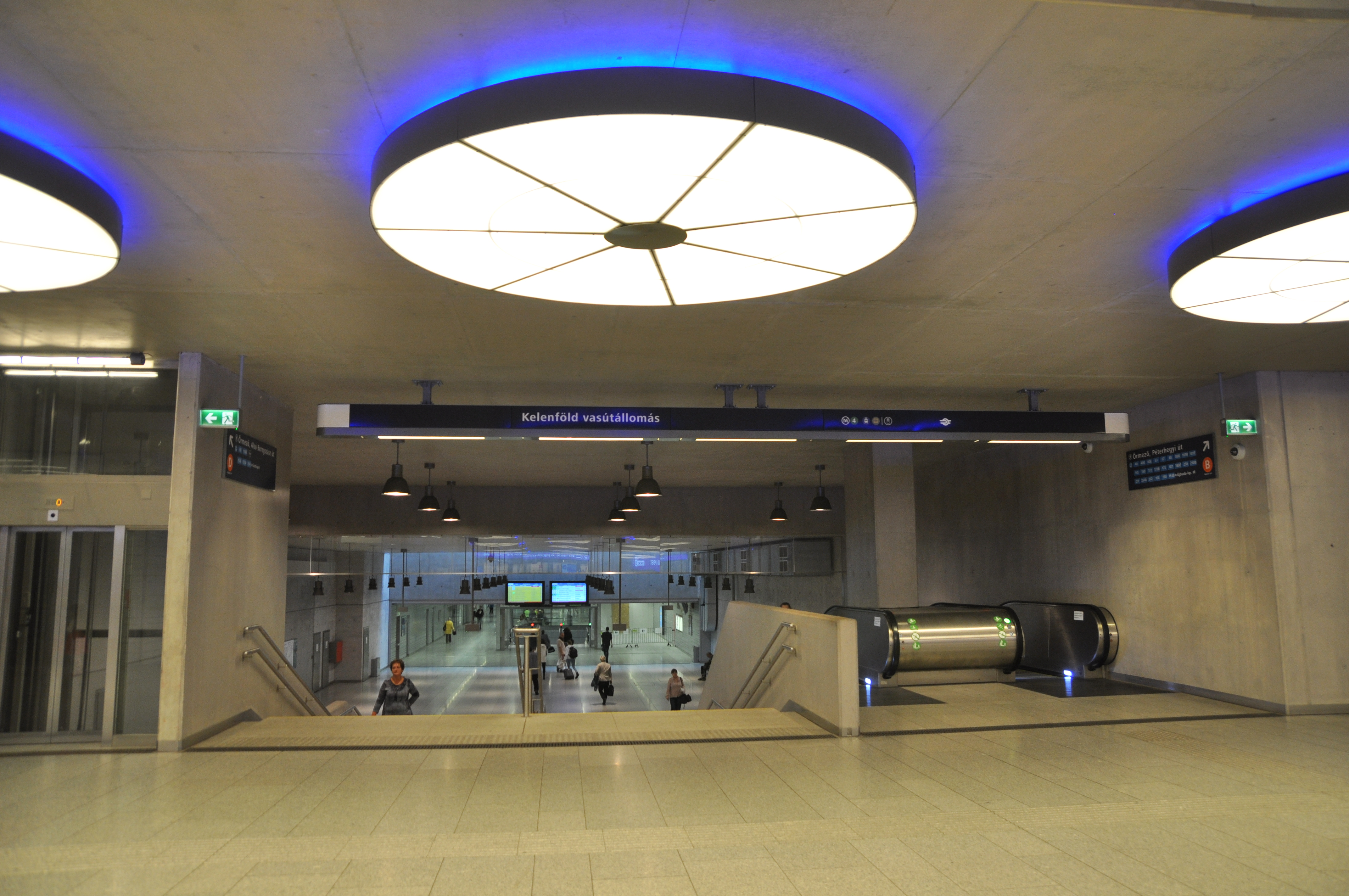
A vasútállomás alatti metróaluljáró

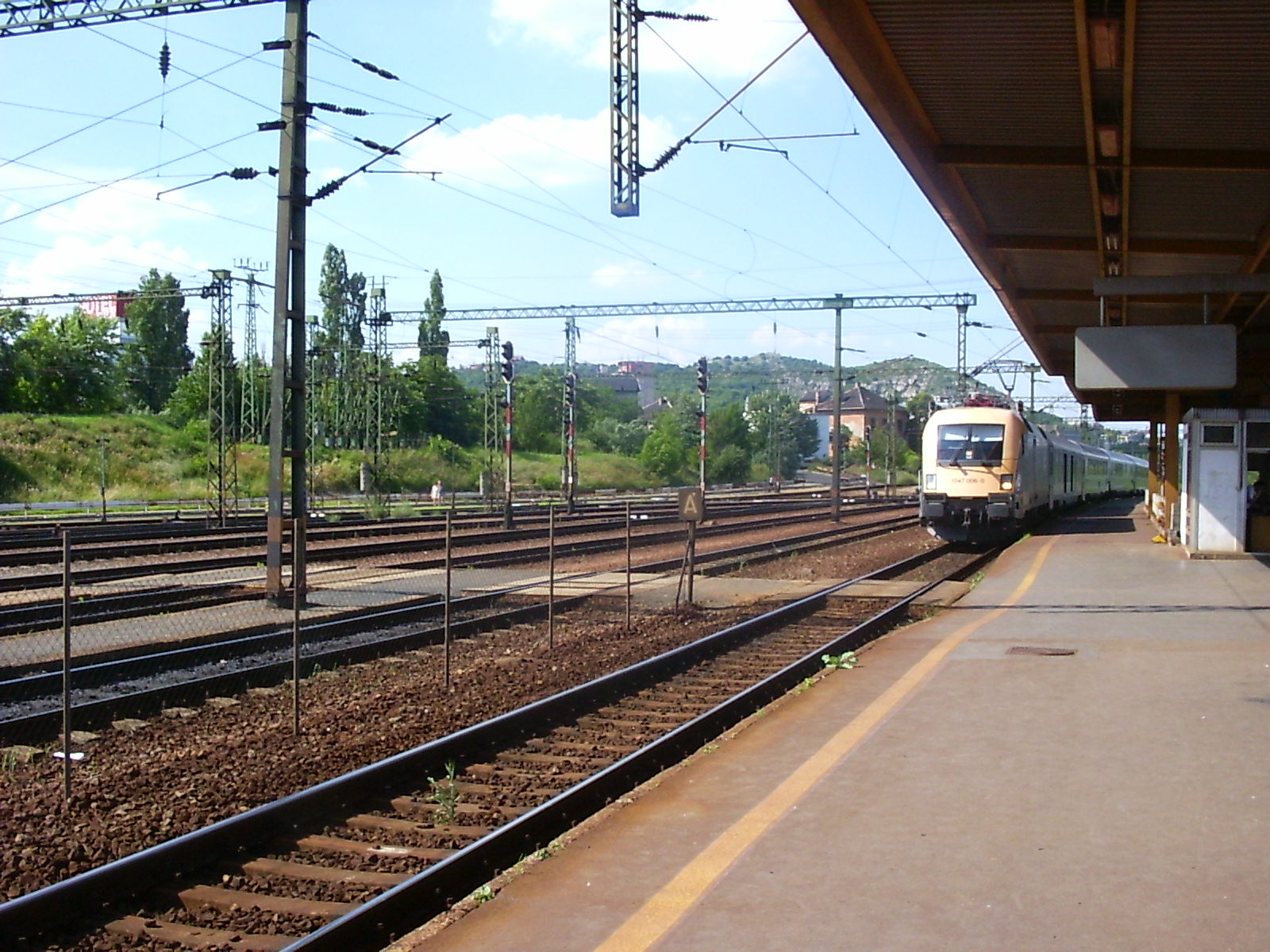
Az Avala InterCity érkezik Kelenföldre 2004-ben

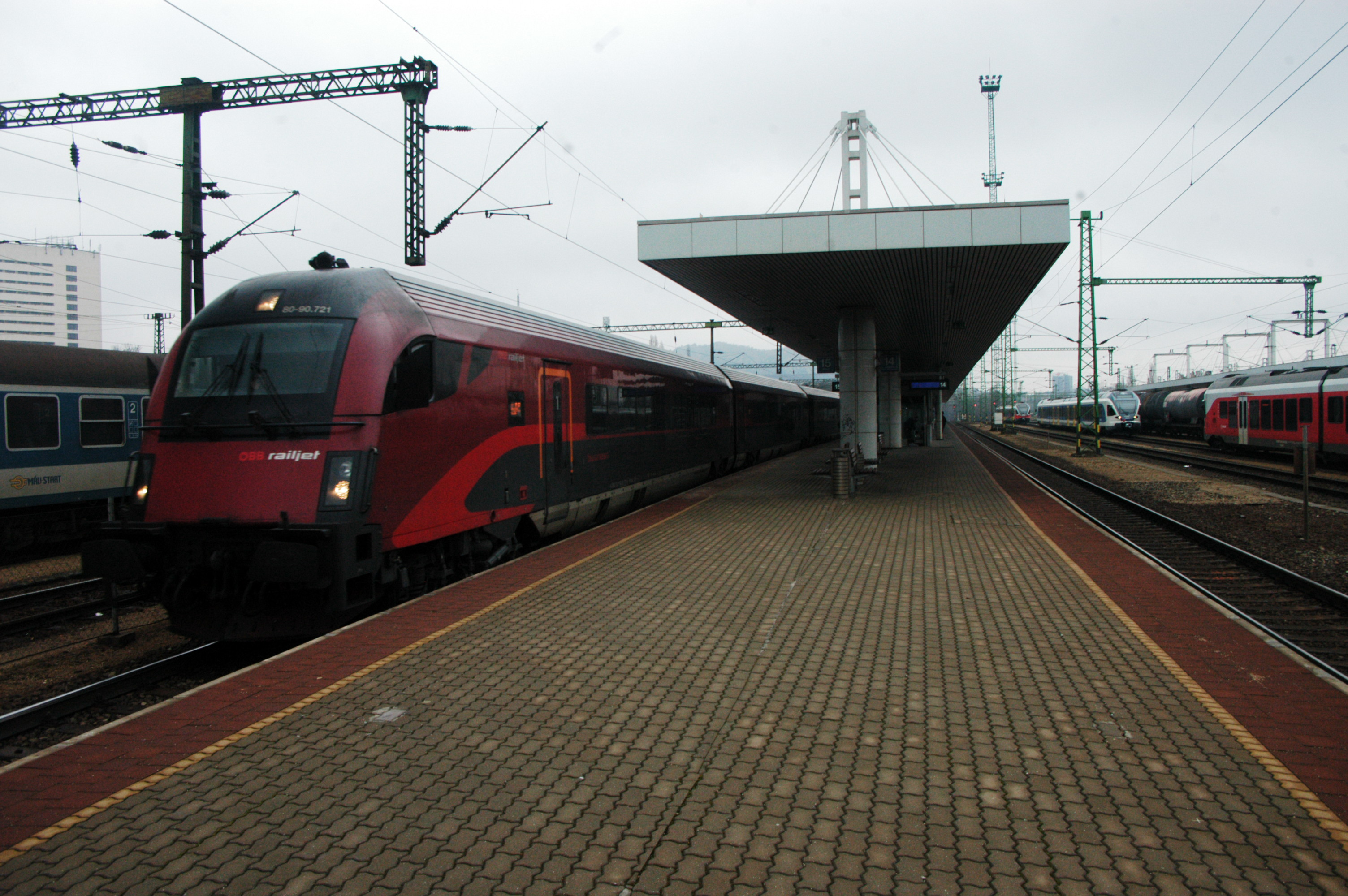
Railjet Kelenföldön

### Autóbusz
Kelenföld vasútállomásnál van a végállomása a következő autóbuszoknak:
- 8E, 40, 40B, 40E, 87, 87A, 88, 88A, 101B, 101E, 141, 172, 173, 187, 188, 188E, 250, 250B, 251, 251A, 251E, 272
- 689, 691, 710, 712, 715, 720, 722, 724, 725, 727, 731, 732, 734, 735, 736, 760, 762, 763, 764, 767, 770, 774, 775, 778, 779, 798, 799

Átmenő autóbuszok:
- 53, 58, 108E, 150, 150B, 153, 154

### Éjszakai autóbusz
- 901, 907, 918

### Villamos
- 1, 19, 49

### Metró
- metróvonal, Kelenföld vasútállomás metróállomás

### Vonat
- S10   G10   S12   S30   G30   Z30   S34   S35   S36   S40   G40   Z40   S42   Z42   G43   G44  IC, EC, EN, sebesvonat, gyorsvonat, expresszvonat, ,